# Fenoughil
Fenoughil (în arabă فنوغيل) este o comună din provincia Adrar, Algeria.
Populația comunei este de 11.793 de locuitori (2008).